# Jerry Weintraub
Jerome Charles „Jerry“ Weintraub (26. září 1937, Brooklyn, New York – 6. července 2015, Santa Barbara, Kalifornie) byl americký kulturní manažer, koncertní promotér, filmový a televizní producent. Byl také předsedou United Artists.
Prvního úspěchu dosáhl v roce 1975 produkcí filmu Roberta Altmana Nashville. Později uspěl s filmem Karate Kid. Patrně nejslavnější film, s kterým je spojen, jsou Dannyho parťáci, který se dočkal dalších dvou pokračování Dannyho parťáci 2 a Dannyho parťáci 3. Jako hudební manažer a promotér spolupracoval například s Frankem Sinatrou, Bobem Dylanem, Elvisem Presleym, Neilem Diamondem nebo Johnem Denverem.